# Xiphydria camelus
Xiphydria camelus ist eine Art der zu den Hautflüglern gehörenden Schwertwespen. Sie ist weit in Europa bis nach Asien verbreitet und eine von 6 mitteleuropäischen Arten der Gattung, zudem die häufigste. Ihre Larven leben überwiegend im Holz von Erlen und Birken.

## Merkmale
Die Körperlänge beträgt 10–21, meist 12–17 mm. Die Vorderbrust ist zu einem langen Ausläufer umgebildet, somit wirkt der Kopf abgesetzt. Der Kopfschild geht gleichmäßig in das Stirnschild über, die Stirn ist schwarz. Auf dem Kopf befinden sich zwei weiße strichförmige Flecken sowie zwei kleine weiße Flecken am unteren Hinterkopf. Die Beine sind beinahe vollständig rötlichbraun gefärbt, am Hinterleib befinden sich seitlich mehr oder weniger dreieckige weiße Flecken. Der hintere Basitarsus hat etwa die gleiche Länge wie die folgenden drei Segmente. Der Ovipositor der Weibchen ist etwa ein Viertel so lang wie das Abdomen.
Ähnliche Arten
Bei der sehr ähnlichen Xiphydria picta stößt der Kopfschild winklig auf das Stirnschild. Zudem weist die Stirn meist eine helle Zeichnung auf. Diese Art ist jedoch sehr selten und in Deutschland nicht nachgewiesen. Bei Xiphydria longicollis ist das zweite Fühlerglied deutlich länger als das vierte, während es bei den beiden bisher genannten Arten etwas kürzer als das vierte ist. Die Klauen der Tarsen von Xiphydria megapolitana und Xiphydria betulae besitzen keinen Subapikalzahn, sondern sind nur einfache Klauen. Der Hinterleib ist bei diesen beiden Arten zudem ganz schwarz und nicht mit hellen Flecken versehen, wie bei den vorangegangenen drei Arten. Xiphydria prolongata besitzt einen schwarzen Hinterleib mit einem roten Gürtel und unterscheidet sich dadurch von allen anderen Arten.

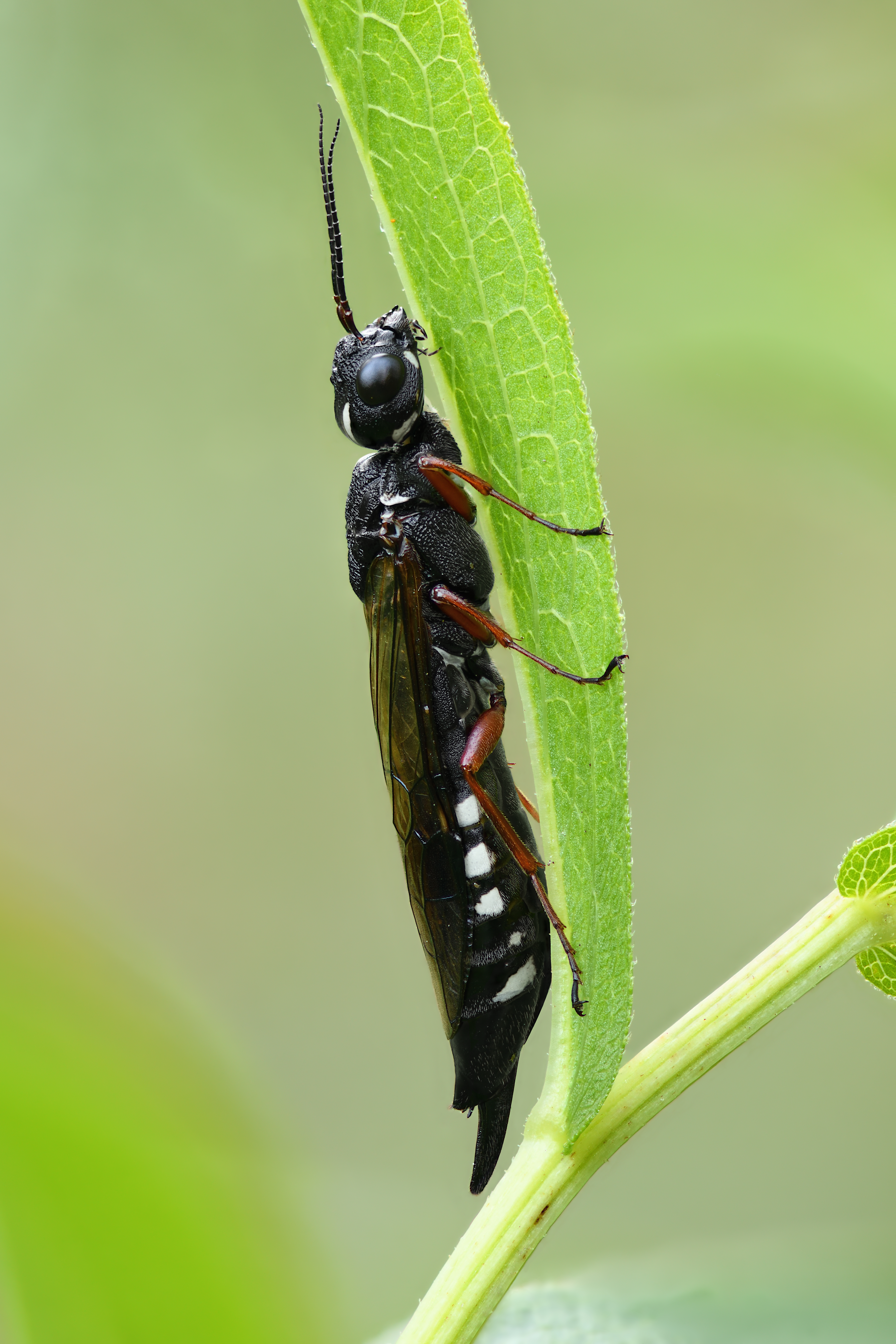
Weibchen in Seitenansicht
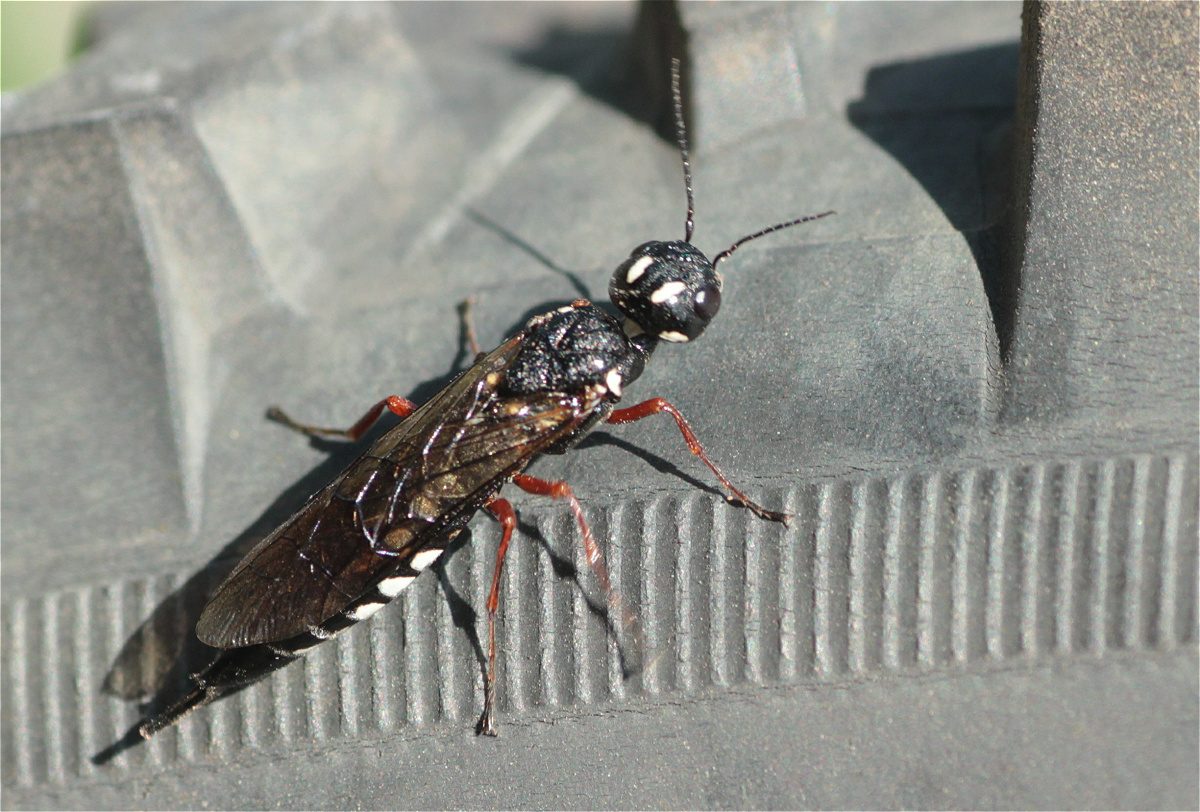
Ein Exemplar in dorsaler Sicht
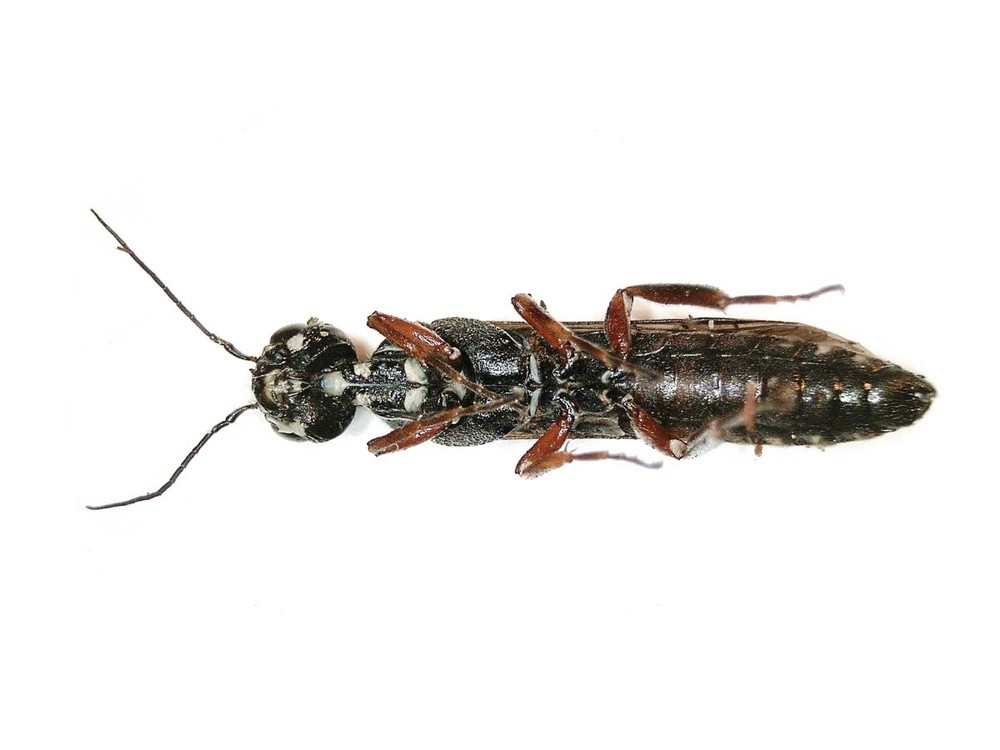
Unterseite eines Exemplars
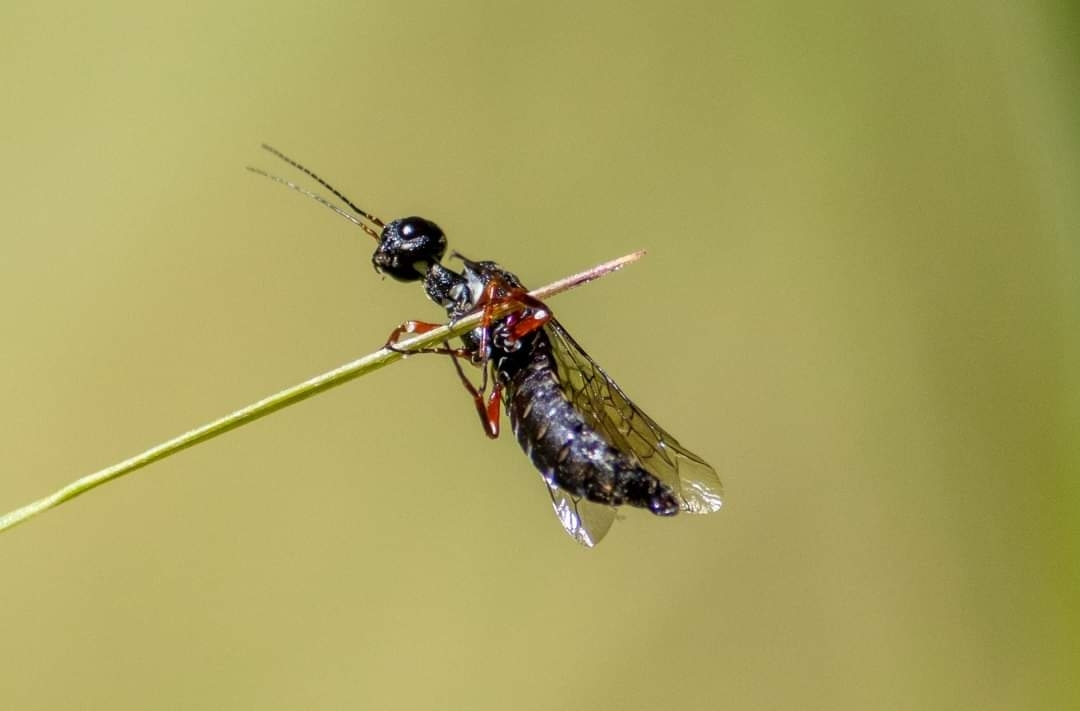
Gut erkennbar in diesem Bild ist der abgesetzte Kopf der Schwertwespen
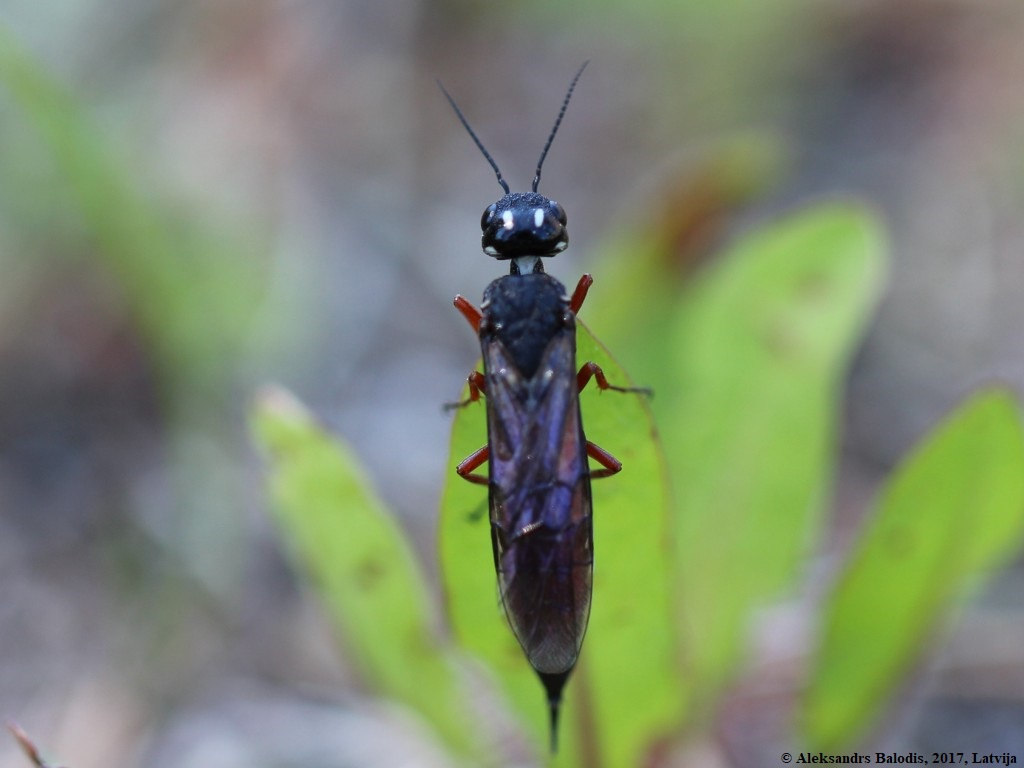
Weibchen mit erkennbarem Legebohrer

## Verbreitung
Ältere Quellen sprechen von einer Verbreitung in Europa einschließlich der allersüdlichsten Gebiete sowie Sibirien. Moderne Datensammlungen wie GBIF und iNaturalist zeigen folgende Verbreitungsgrenzen: Im Südwesten reicht das Verbreitungsgebiet bis in den Nordwesten Spaniens (Galicien und Baskenland). Von hier erstreckt es sich über die Pyrenäen weiter nach Europa. Im Nordwesten reicht die Verbreitung bis nach Wales und Schottland, im zentralen Westen wird nahezu ganz Frankreich besiedelt. Im Norden reicht die Verbreitung bis in die nördlichen Teile Skandinaviens, im Nordosten bis nach Finnland, in die Republik Karelien, die Oblast Jaroslawl und nach Osten hin bis in die Oblast Kurgan, östlich des südlichen Urals. Im Osten bis Südosten reicht die Grenze des Areals bis in die Ukraine, nach Ungarn und Kroatien. Im zentralen Süden reicht das Verbreitungsgebiet bis Mittelitalien. Somit liegen Deutschland, die Schweiz und Österreich vollständig innerhalb des Verbreitungsgebiets. Hier ist die Art weit verbreitet. 
Außerhalb Europas gibt es Vorkommen in Südkorea und Japan. Es besteht die Möglichkeit, dass es sich dabei um eine andere Art handeln könnte, da diese Populationen mehrere Tausend Kilometer weiter östlich der nächsten bekannten Populationen in Russland leben. In Nordostasien wurden X. camelus-Populationen analysiert und drei verschiedenen Arten zugeordnet.

## Lebensraum
Die Art bewohnt Erlenbrüche, Flussauen, Bachauen, Auwälder und Kiesgruben. Wichtig für das Vorkommen der Art ist das Vorkommen ihrer Wirtspflanzen, die meistens in feuchten Gebieten leben.

## Gefährdung
Während ein Insektenführer von 2002 noch angibt, die Art sei vom Aussterben bedroht, ist sie in den Roten Listen der Länder Deutschlands entweder nicht gelistet oder in der bundesweiten Roten Liste für Deutschland 2011 als ungefährdet gelistet worden. Sie gilt in Deutschland als mäßig häufig, mit einem gleichbleibenden Bestandstrend. Deutschland obliegt eine allgemeine Verantwortlichkeit für den Schutz der Art. Die Art gilt als die häufigste Art der Gattung Xiphydria in Deutschland.

## Lebensweise
Die Larve entwickelt sich in Erlen (Schwarz-Erle (Alnus glutinosa), Grau-Erle (Alnus incana)) und manchmal auch in Birken. Sie nagt Gänge im Holz. Anderen Angaben zufolge werden auch Ahorne, Hopfenbuchen, Pappeln, die Gattung Prunus, Eichen und Ulmen als Wirtspflanzen gewählt und auch Buchen sind als Wirtsholz bekannt. Die Imagines ernähren sich von Nektar.
Die Imagines werden meist von Mai bis Juli beobachtet, gelegentlich auch im April oder August.
Die Art Aulacus striatus ist als Parasit von Xiphydria camelus bekannt.

## Taxonomie
Die Art wurde 1758 von Carl von Linné als Ichneumon camelus erstbeschrieben. Weitere Synonyme lauten: Xiphydria eborata Konow, 1899, Xiphydria jozana Matsumura, 1927, Xiphydria kawakamii Matsumura, 1927 und Xiphydria kuccharonis Matsumura, 1927.